# Eurycope vicarius
Eurycope vicarius là một loài chân đều trong họ Munnopsidae. Loài này được Vanhöffen miêu tả khoa học năm 1914.